# Генріх Цоллінгер
Генріх Цоллінгер (нім. Heinrich Zollinger, 22 березня 1818 — 19 травня 1859) — швейцарський ботанік, міколог та натураліст.

## Біографія
Генріх Цоллінгер народився в Фойєрталені, Швейцарія, 22 березня 1818 року.
У 1837-1838 роках вивчав ботаніку у Женевському університеті у Огюстена та Альфонса Декандоля, але довелося перервати навчання через фінансові проблеми.
У 1842 році він переїхав на Яву, працював у ботанічному саду, та брав участь у невеликих бюджетних наукових експедиціях. Він повернувся до Швейцарії у 1848 році, але знову поїхав на Яву 1855 року разом із дружиною та двома дітьми.
Цоллінгер помер у Кандагані, Індонезія 19 травня 1859 року через задавнені ускладнення малярії.

## Вшанування
На честь Цоллінгера названо вид грибів Clavaria zollingeri Lév., 1846 — Клаварія блідо-бура.

## Наукова діяльність
Генріх Цоллінгер спеціалізувався на папоротеподібних, водоростях, насіннєвих рослинах та на мікології.

## Наукові праці
- Heinrich Zollinger: Reise durch Ostjava. In: Frorieps Fortschritte der Geographie und Naturgeschichte, Nr. 47, 1847.
- Systematisches Verzeichnis der im Indischen Archipel in den Jahren 1842 bis 1848 gesammelten, sowie der aus Japan empfangenen Pflanzen. Zürich 1854—1855.
- Über Pflanzenphysiognomik im Allgemeinen und diejenige der Insel Java insbesondere. Zürich, 1855.
- Besteigung des Vulkans Tambora auf der Insel Sumbawa und Schilderung der Erupzion desselben im Jahre 1815, Winterthur 1855.